# Jerome Thomas
Jerome William Thomas (Wembley, Inglaterra, 23 de marzo de 1983) es un exfutbolista inglés. Jugaba de mediocampista su último club fue el West Bromwich Albion de la Premier League de Inglaterra. 

## Selección nacional
Ha sido internacional con la Selección nacional de fútbol de Inglaterra Sub-21, ha jugado 2 partidos internacionales y ha anotado 1 gol.

## Clubes
| Club                       | País       | Año         |
| -------------------------- | ---------- | ----------- |
| Arsenal FC                 | Inglaterra | 2001 - 2002 |
| QPR (cesión)               | Inglaterra | 2002        |
| Arsenal FC                 | Inglaterra | 2002 - 2004 |
| Charlton Athletic          | Inglaterra | 2004 - 2008 |
| Portsmouth FC              | Inglaterra | 2008 - 2009 |
| West Bromwich Albion       | Inglaterra | 2009 - 2012 |
| Leeds United F.C. (cesión) | Inglaterra | 2012 - 2013 |
| Crystal Palace             | Inglaterra | 2013 - 2015 |
| Rotherham United           | Inglaterra | 2016        |
| Port Vale FC               | Inglaterra | 2016 - 2017 |

- Datos: Q2663282